# Grubensee
Der Grubensee (auch Tiefer See) ist ein See  im Landkreis Oder-Spree in der Gemeinde Storkow. Er liegt im Ortsteil Limsdorf und gehört zum Naturpark Dahme-Heideseen.

## Geografie
Der Grubensee liegt westlich von Limsdorf, östlich von Kehrigk und nördlich von Alt-Schadow. Umliegende Seen sind der Melangsee im Norden, der Große Wotzen- und der Große Milasee im Westen, sowie der Godnasee im Süden.

## Ökologie

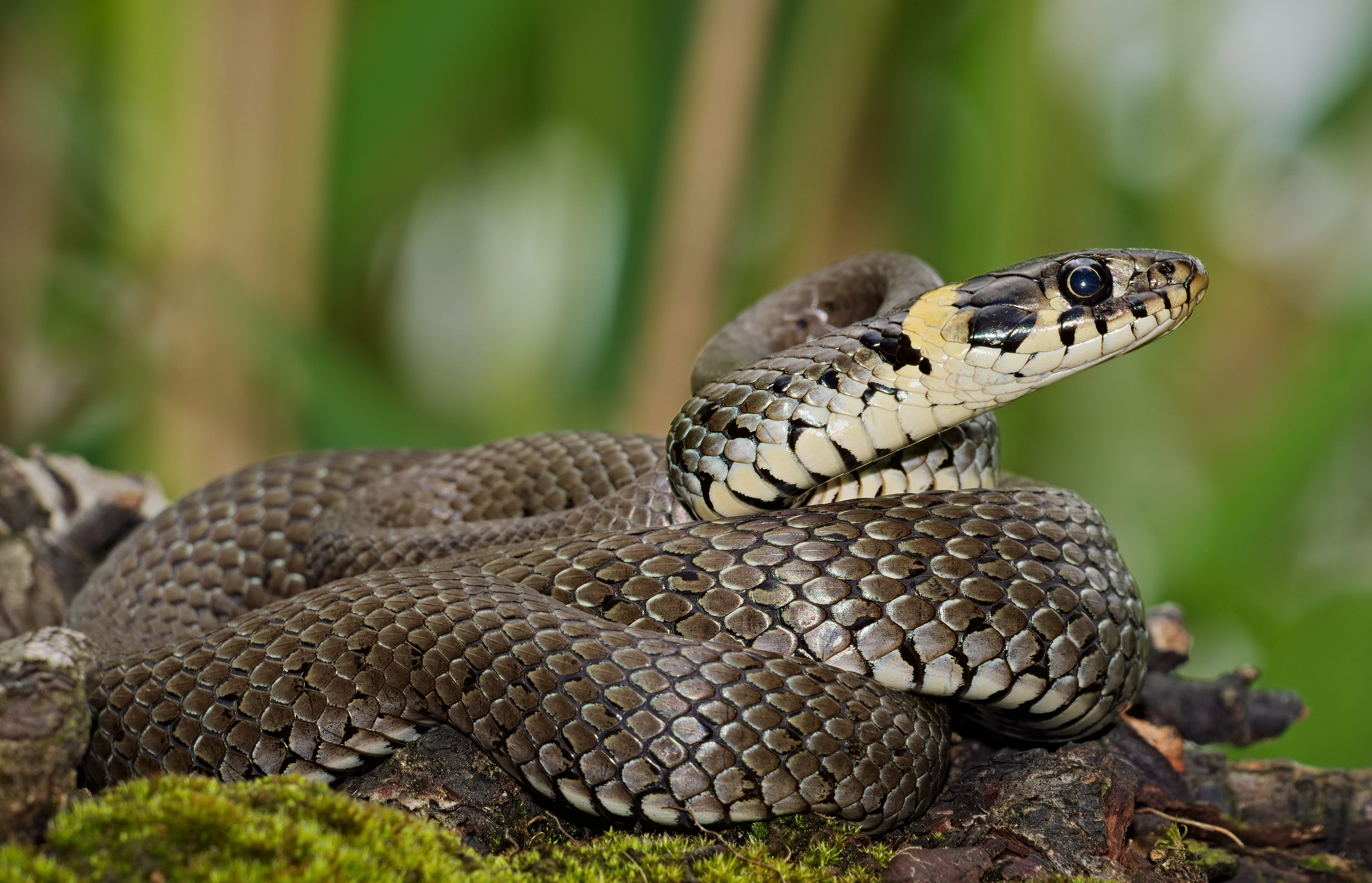
Ringelnatter (Natrix natrix) am Grubensee

Der Grubensee ist bekannt für seine sehr gute Wasserqualität und besitzt zwei Inseln. Außerdem besitzt er eine große Artenvielfalt. Er beherbergt viele Arten von Vögeln, die diesen See als Brutplatz nutzen. An seinen Ufern aber auch im Wasser kann man ggf. Ringelnattern beobachten.

## Freizeit, Tourismus, Sport

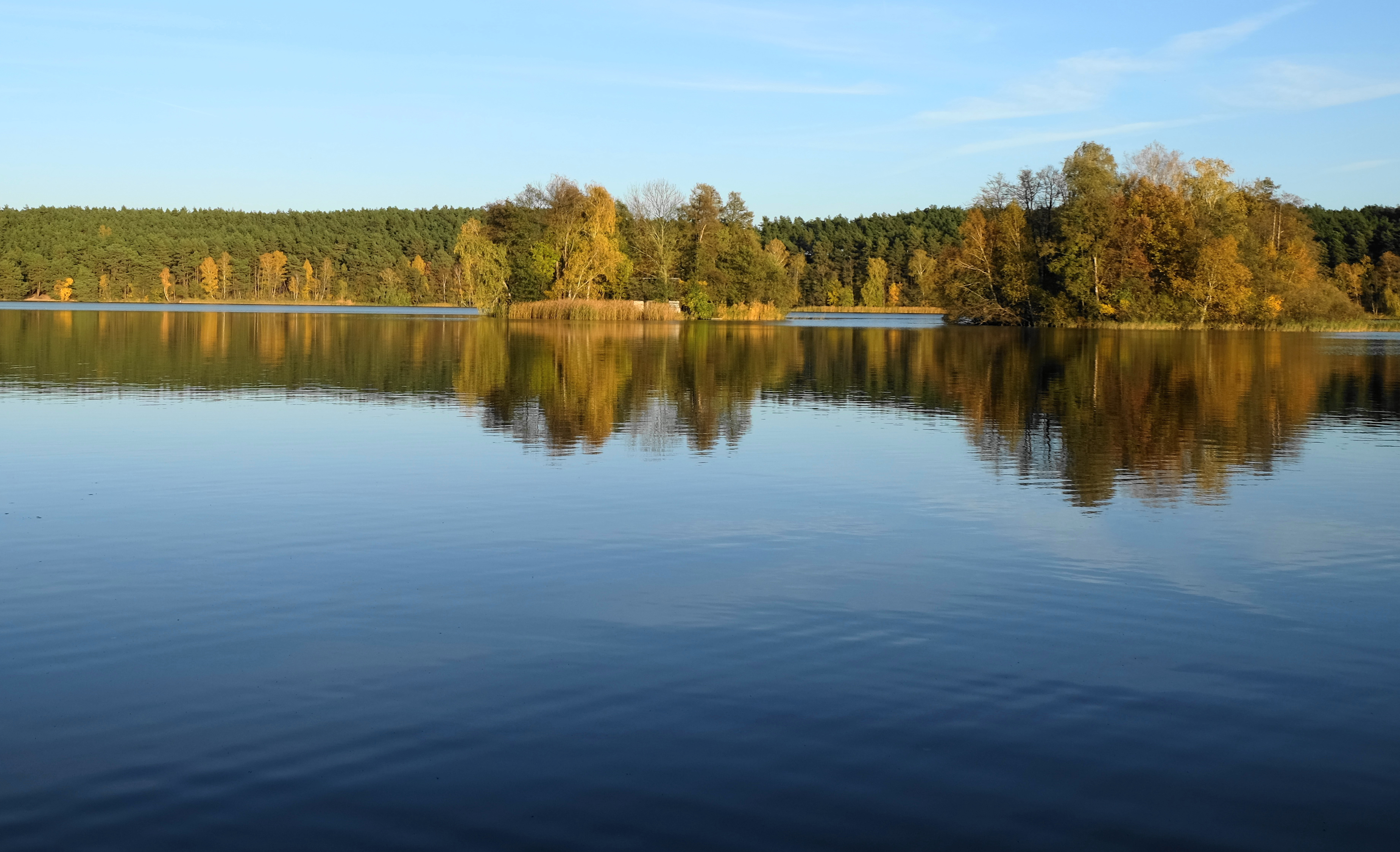
Wasserspiegelung am Grubensee

Am Grubensee liegt ein Naturcampingplatz, welcher diverse Aktivitäten in der Natur ermöglicht sowie eine Badestelle besitzt.
Das Angeln im Grubensee ist mit einer entsprechenden Erlaubnis gestattet.